# Juan Madero
Juan A. Madero (ur. ? – zm. ?) – argentyński piłkarz, grający podczas kariery na pozycji obrońcy.

## Kariera klubowa
Juan Madero podczas piłkarskiej kariery występował w CA Estudiantes.

## Kariera reprezentacyjna
W 1917 Madero wystąpił był w kadrze na Mistrzostwa Ameryki Południowej w Montevideo. Jedyny raz w reprezentacji Argentyny Madero wystąpił w 18 lipca 1919 w przegranym 2-4 meczu z Urugwajem, którego stawką było Gran Premio de Honor Uruguayo.